# Гринуэй, Кейт
Кейт (Кэтрин) Гринуэй (Гри́науэй, англ. Kate Greenaway; Лондон, 17 марта 1846 — Лондон, 6 ноября 1901) — художница, писательница, одна из наиболее известных британских иллюстраторов детских книг. Первая публикация относится к 1868 году, когда вышли из печати нарисованные ею поздравительные открытки.

## Биография

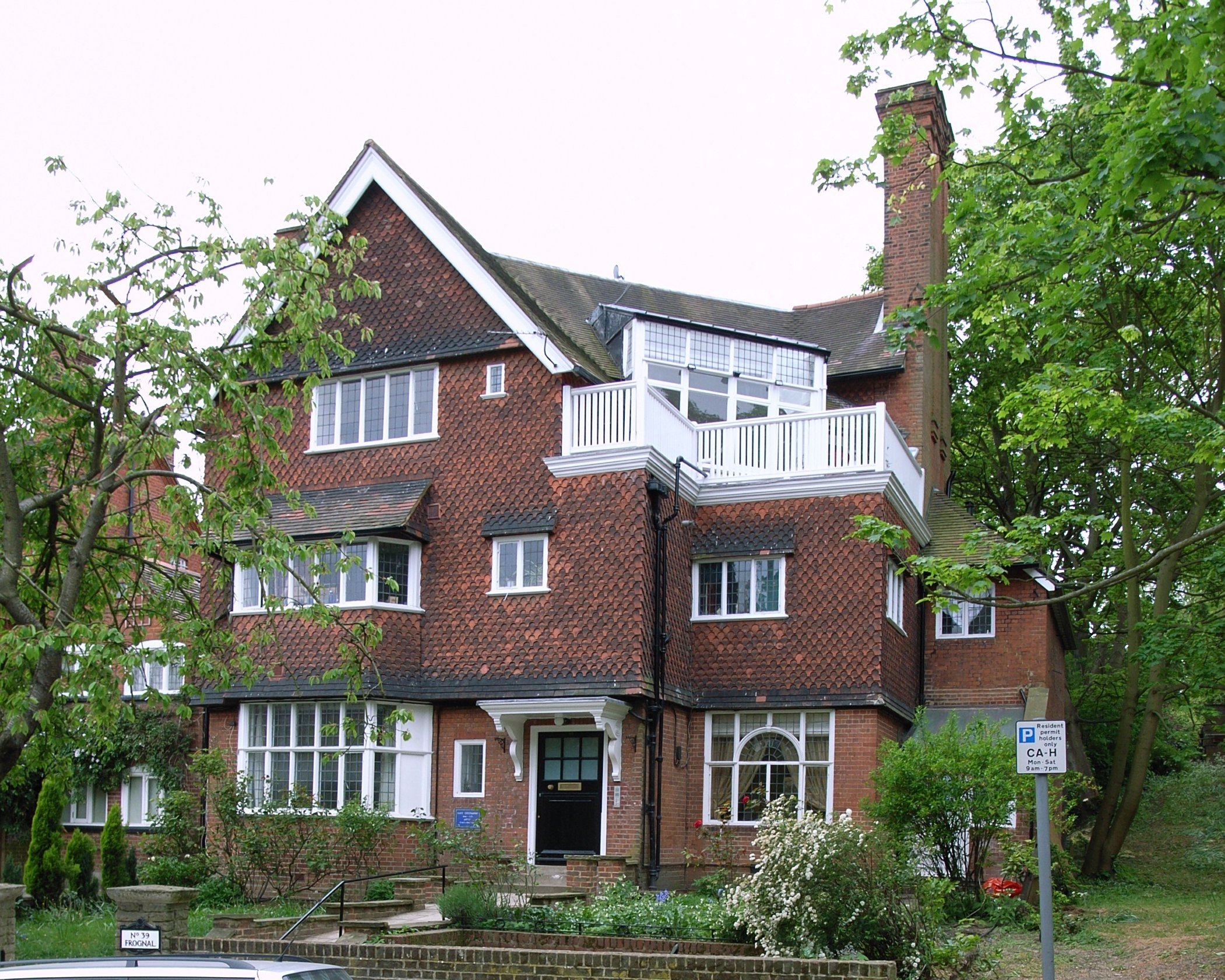
Дом Кейт Гринуэй, построенный Ричардом Норманом Шоу во Фрогнеле

Родилась в Лондоне 17 марта 1846 года, детство провела в Роллстоне (Ноттингемпшир). Отец Кейт, Джон Гринуэй, был гравёром, мать, Элизабет Кетрин Джонс, — швеёй. Кейт училась на женском отделении Национальной подготовительной школы искусств, которой руководил Ричард Бурчетт (в настоящее время — Королевский колледж искусств.
Первая иллюстрированная Кейт Гринуэй книга — сборник её собственных детских стихов «Под окном» («Under The Window», 1879). В 1881 году вышла книга английских народных детских стихов «Матушка Гусыня» (англ. Mother Goose or The Old Nursery Rhymes) с иллюстрациями Гринуэй, ставшими классическими. Дети и взрослые на иллюстрациях Гринуэй чаще всего одеты в стилизованные костюмы конца XVIII — начала XIX века. Рисунки Гринуэй воспроизводились цветной ксилографией фирмой Эдмунда Эванса. В 1880-х и 1890-х годах единственными конкурентами Кейт Гринуэй в области детской книжной иллюстрации были Уолтер Крэйн и Рандольф Калдекотт. Помимо иллюстрации книг художница рисовала экслибрисы. В 1889 году Гринуэй была принята в Новое общество аквалеристов.
Кэйт Гринуэй умерла от рака груди в возрасте 55 лет. Похоронена на Хемпстедском кладбище. С 1955 года лучшим иллюстраторам детских книг ежегодно присуждается медаль Кейт Гринуэй.

## Основные работы
- Mulholland R. Puck and Blossom. Marcus Ward, 1874 (иллюстратор).
- Yonge Ch.M. The Heir of Redclyffe. Macmillan, 1879 (иллюстратор).
- Mother Goose; or, The Old Nursery Rhymes. Engraved and colour printed by Edmund Evans. — London: Routledge, 1881 (иллюстратор).
- Kate Greenaway’s Birthday Book. Engraved and printed by Edmund Evans. — London: Frederick Warne & Co, [1918] (автор и иллюстратор).

## Галерея

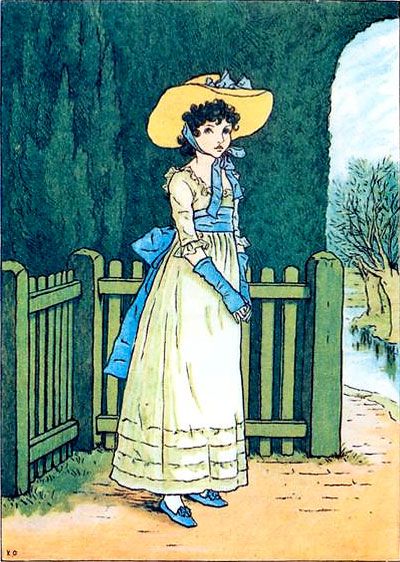
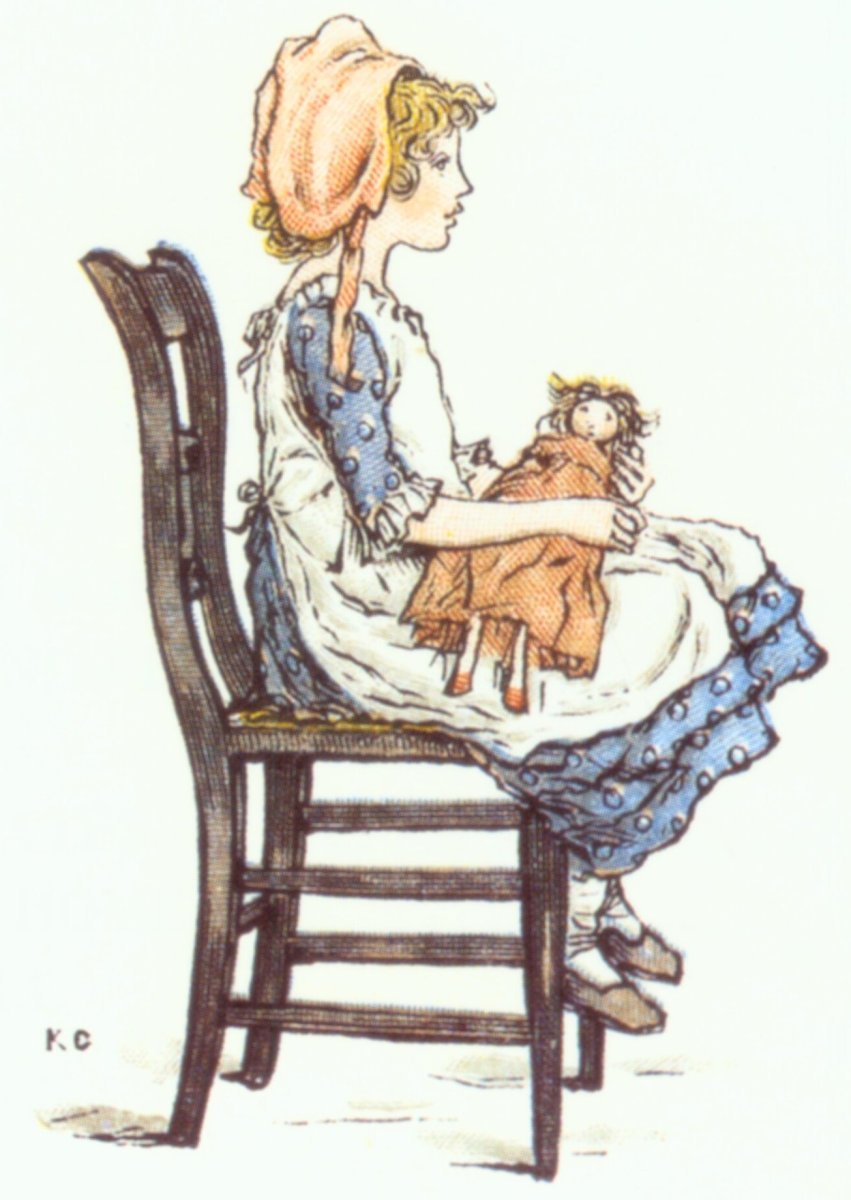
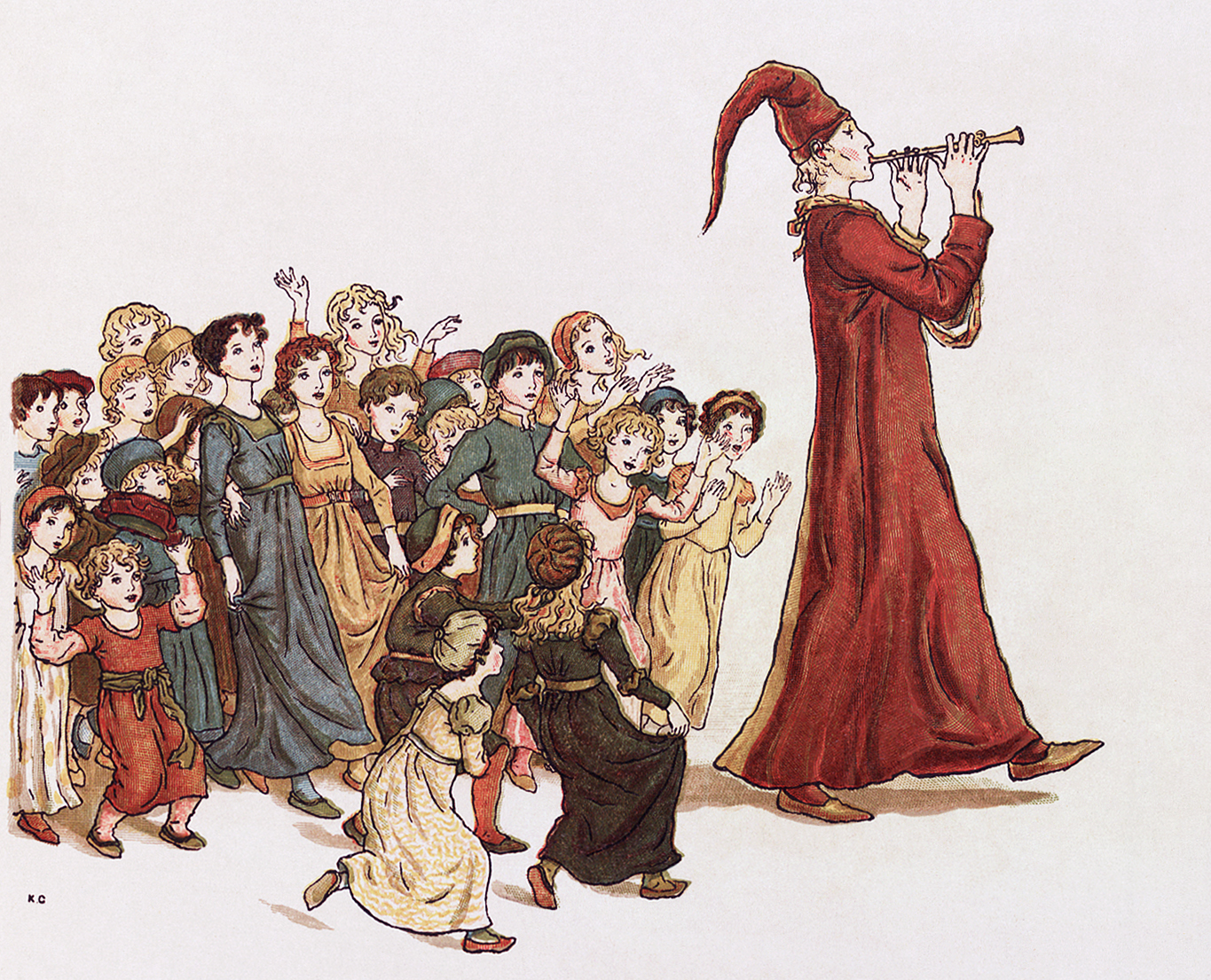